# Skå IK
Skå IK  är en sportklubb från Färingsö i Ekerö kommun, Stockholms län. Klubben bildades 1934 och hade bandy som ursprunglig verksamhet. Dessutom tillkom gymnastik, handboll, längdskidåkning, friidrott, bordtennis, schack och amatörteater! Fr.o.m. 1954 tog man upp ishockey på programmet och sedan 1956 är föreningen med i Svenska Ishockeyförbundet. Brottning och innebandy tillkom under 1970-talet. Bandyn hade sin storhetstid under andra världskriget och skidorna sin storhetstid under 50- och 60-talen innan verksamheten gick upp i Mälarö SOK under 1970-talet.

## Ishockeysäsonger
I ishockey spelade klubbens A-lag i Division 1 i sju säsonger under 00-talet. Framgångsrikaste säsongen var 1999/2000 då man kvalade till Allsvenskan.
| Säsong                              | Division           | Placering | Vårserie                  | Playoff/Kval                                                       |
| ----------------------------------- | ------------------ | --------- | ------------------------- | ------------------------------------------------------------------ |
| 1999/2000                           | Division 1 Östra B | 9         | 1:a i vårserien           | Playoff: Besegrar Järfälla 4:a i Östra kvalserien till Allsvenskan |
| 2000/2001                           | Division 1 Östra B | 6         | 3:a i fortsättningsserien |                                                                    |
| 2001/2002                           | Division 1 Östra B | 2         | 7:a i Allettan Östra      |                                                                    |
| 2002/2003                           | Division 1 Östra A | 8         | 3:a i fortsättningsserien | 1:a i kvalserien till Division 1                                   |
| 2003/2004                           | Division 1 Östra   | 12        |                           | nerflyttade                                                        |
| 2004–2007 spelade man i Division 2. |                    |           |                           |                                                                    |
| 2007/2008                           | Division 1D        | 6         | 4:a i vårserien           |                                                                    |
| 2008/2009                           | Division 1D        | 10        | 6:a i vårserien           | 5:a i kvalserien, nerflyttade                                      |